# Emmanuelle 7
Emmanuelle 7 (Emmanuelle au 7ème ciel) è un film del 1993 diretto da Francis Leroi, settimo episodio della serie iniziata nel 1974 con Emmanuelle.

## Trama
Emmanuelle, oramai donna matura, gestisce un centro di sperimentazione dedicato al raggiungimento virtuale del piacere. Basta indossare un'apposita tuta e degli occhiali per entrare nelle proprie fantasie erotiche o per rivivere esperienze del passato. Proprio in quest'ultima direzione si dirige Sophie, cara e vecchia amica di Emmanuelle, che decide di utilizzare queste nuove strumentazioni per rivivere un'esperienza della sua adolescenza, quando era in istituto dalle suore e durante un approccio sessuale con un coetaneo era stata scoperta e punita da una suora. Grazie all'aiuto del centro di Emmanuelle, Sophie riuscirà a rivivere virtualmente quel momento ma questa volta non sarà interrotta dalla suora e riuscirà ad avere il mancato amplesso, superando così il suo blocco sessuale.